# 32107 Ylitalo
32107 Ylitalo è un asteroide della fascia principale. Scoperto nel 2000, presenta un'orbita caratterizzata da un semiasse maggiore pari a 2,3004831 UA e da un'eccentricità di 0,0373119, inclinata di 3,88075° rispetto all'eclittica.